# Jean Peters
Jean Peters (n. 15 octombrie 1926 - d. 13 octombrie 2000) a fost o actriță americană.

## Cariera și primii ani
Elizabeth Jean Peters s-a născut în Canton, Ohio, fiica lui Geral și Elizabeth Peters. A fost crescută în Canton și a studiat la liceul East Canton, apoi la Universitatea Michigan, iar în cele din urmă la Universitatea de Stat din Ohio. În timp ce studia pentru un titlu în pedagogie, a fost nominalizată la concursul Miss Ohio State în anul 1945. Dintre cele 12 finaliste, Peters a câștigat. Sponsorizată de fotograful Paul Robinson, marele ei premiu a fost un test de actorie la 20th Century Fox. Agentul ei, Robinson a însoțit-o la Hollywood și i-a asigurat un contract cu Fox.
În primul ei rol, a fost aleasă pentru a o înlocui pe Linda Darnell, în rolul principal feminin din filmul „Captain from Castile” (1947), împreună cu Tyrone Power, când Darnell a fost redistribuită pentru a salva producția filmului „Forever Amber”. „Captain from Castile” a fost un succes, iar Leonard Maltin a scris apoi că Peters și-a petrecut noul deceniu jucând „Sexy Scuipă-foc, mai ales în drame și western-uri”. Regizorul Samuel Fuller o alege pe Peters în locul lui Marilyn Monroe pentru filmul „Pickup on South Street” din 1953. El se gândea că Peters avea combinația potrivită între frumusețe și un stil mai dur de a vorbi, iar că Monroe arăta prea inocentă pentru acest rol. Peters și Monroe au jucat împreună într-un alt film alb-negru din 1953, „Niagara”.

## Viața personală și moartea
În anul 1957, după ce a divorțat de primul ei soț, Stuart Cramer, Peters s-a măritat cu Howard Hughes, cu puțin timp înainte ca acesta să dispară din ochii publicului și să adopte un stil de viață excentric. Peters a renunțat la actorie în timpul căsniciei. În 1971, Peters și Hughes au divorțat. Ea a acceptat din partea lui o pensie de 70.000 de dolari anual pe viață și a renunțat la cererile ei. În același an, s-a măritat cu Stanley Hough.
Peters a murit de leucemie în anul 2000, în Carlsband, California, cu 2 zile înainte de a împlini 74 de ani.

## Filmografie

### Cinema
- 1952 Casă plină (1952), regia Henry Koster, Henry Hathaway, Jean Negulesco, Howard Hawks și Henry King
- 1952 Viva Zapata!, regia Elia Kazan
- 1953 Niagara, regia Henry Hathaway
- 1953 Un plan de omor, regia Andrew L. Stone
- 1954 Lancea ruptă (The Broken Lance), regia Edward Dmytryk

### Televiziune
- 1988 Verdict crimă (Murder, She Wrote), 1 episod